# Saint-Marcel (Ain)
Saint-Marcel egy település Franciaországban, Ain megyében. Lakosainak száma 1300 fő (2022. január 1.). Saint-Marcel Birieux, Lapeyrouse, Monthieux, Montluel és Saint-André-de-Corcy községekkel határos.

## Népesség
A település népessége az elmúlt években az alábbi módon változott:
| Lakosok száma | 200  | 274  | 786  | 1184 | 1324 | 1327 | 1279 | 1242 | 1221 | 1300 |
|               | 1968 | 1982 | 1990 | 2006 | 2013 | 2015 | 2017 | 2019 | 2020 | 2022 |